# Semah

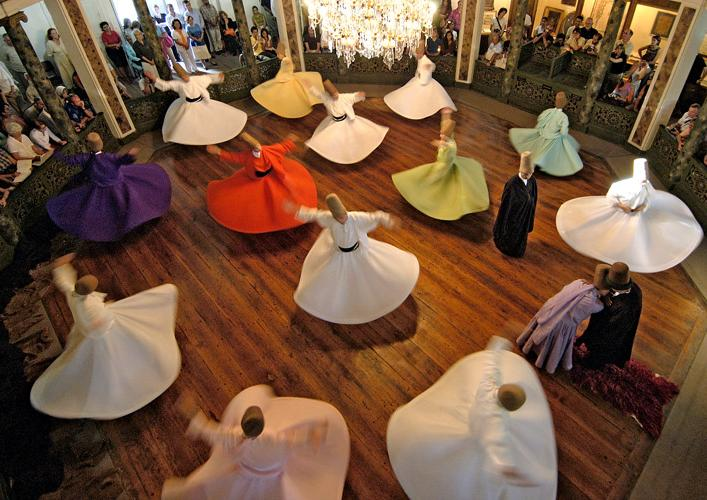
Semah-Tanz der Sufis

Der Semah (türkische Schreibvariante) oder Sama‘ (von arabisch سماع, DMG samā‘ ‚[das] Anhören‘) ist ein Element der Trancetänze bei Sufi-Bruderschaften. Zum Semah werden spirituelle Lieder gespielt und gesungen. Semah als mystische Aufführung ist ein durch Musik, Gesang, Tanz und Gestik herbeigeführtes Gottgedenken. Bei den Aleviten gehört der Semah zu den zwölf Pflichten in der Cem-Veranstaltung, der spirituellen Versammlung der Aleviten. Im Jahr 2010 wurde der Semah in die Repräsentative Liste des immateriellen Kulturerbes der Menschheit aufgenommen.
Die Musik des rituellen Tanzes wird vom usul (Rhythmus/Metrum) aksak bestimmt. Die Tänzer und Tänzerinnen wechseln zwischen langsamen und schnellen Schritten sowie zwischen kreisförmigen und zum Mittelpunkt ausgerichteten Bewegungen. Charakteristisch sind Drehbewegungen um die eigene Achse, womit eine Vereinigung des Menschen mit Gott und der Natur angestrebt wird. Dabei zeigt die Handinnenfläche der rechten Hand nach oben und die linke Handinnenfläche zum Boden. Das sich Drehen in einer Kreisbahn und um die eigene Achse symbolisiert Drehbewegungen der Planeten in ihrer Umlaufbahn um die Sonne, aber auch die ewigen Kreisläufe des Lebens und der Natur.
In den Texten geht es sowohl um Allah, den Propheten Mohammed, dessen Vetter Ali und Hızır, als auch um den Menschen selber: Man solle immer an das Gute im Menschen glauben, um nicht vom richtigen Weg abzukommen.
Der Kreistanz des Semah hat mehrere symbolische Bedeutungen. Häufig werden die Bewegungen von Tieren nachgeahmt. Am weitesten verbreitet sind ein Tanz, der die Flugbewegungen des den Aleviten heiligen Kranichs (türkisch turna) nachahmt, genannt turnalar semahı, und der kırklar semahı („Tanz der vierzig Heiligen“) beim Kırklar Cemi.
Von herausgehobener Bedeutung ist der turnalar semahı („Kranichtanz“) deshalb, weil der Kranich, der in türkischen Volkserzählungen häufig vorkommt, weite Strecken zwischen seinem Heimatland und fernen Regionen zurücklegt und so als symbolischer Mittler zwischen Liebenden an sich sowie zwischen (liebenden) Menschen zu Gott erscheint. Der kreisförmige Tanz ist ein häufiges und weit verbreitetes Motiv mit einer magischen Bedeutung in prämonotheistischen ethnischen Religionen. Das Symbol des Kranichs, das auch in der japanischen Mythologie vorkommt, verweist auf eine Verbindung zu alten zentralasiatischen Vorstellungen, die als Tengrismus zusammengefasst werden.